# Bafeuk (peuple)
Pour les articles homonymes, voir Bafeuk.
Les Bafeuk (ou Avak, Avuk, Bafëk, Bafuk, Bavëk) sont une population du Cameroun vivant dans la Région du Centre, le département du Mbam-et-Kim, dans plusieurs villages des arrondissements de Ngoro (Yassem), Ntui (Bivouna, Ndimi, Salakounou), Yoko (Issandja, Donga, Medjambouini).
Un recensement publié en 1933 par un administrateur colonial évaluait leur nombre à 2 500. Une estimation de 1976 porte ce chiffre à 4 200.

## Langues
Ils parlent le bafeuk, un dialecte de l'ewondo, une langue du groupe beti.